# Gandrup
Gandrup is een plaats in de Deense regio Noord-Jutland, gemeente Aalborg, en telt 1534 inwoners (2007).